# Liste der Biografien/Amf
Liste der Biografien |
Portal Biografien |
Personensuche
# |
A |
B |
C |
D |
E |
F |
G |
H |
I |
J |
K |
L |
M |
N |
O |
P |
Q |
R |
S |
T |
U |
V |
W |
X |
Y |
Z |
?
 
Aa |
Ab |
Ac |
Ad |
Ae |
Af |
Ag |
Ah |
Ai |
Aj |
Ak |
Al |
Am |
An |
Ao |
Ap |
Aq |
Ar |
As |
At |
Au |
Av |
Aw |
Ax |
Ay |
Az
 
Ama |
Amb |
Amc |
Amd |
Ame |
Amf |
Amg |
Amh |
Ami |
Amj |
Amk |
Aml |
Amm |
Amn |
Amo |
Amp |
Amr |
Ams |
Amt |
Amu |
Amw |
Amy |
Amz
Die Liste der Biografien führt alle Personen auf, die in der deutschsprachigen Wikipedia einen Artikel haben. Dieses ist eine Teilliste mit 7 Einträgen von Personen, deren Namen mit den Buchstaben „Amf“ beginnt.

## Amf
- Amf, Marta, jugoslawische Badmintonspielerin

### Amfa
- Amfaldern, Theodor (1885–1960), deutscher Jurist

### Amfe
- Amfelde, Gesa (1952–2004), deutsche Malerin, Zeichnerin und Lyrikerin
- Amfeldt, Ebba (1902–1974), dänische Schauspielerin

### Amfi
- Amfitheatrof, Daniele (1901–1983), russisch-amerikanischer Komponist, Orchesterleiter und Filmkomponist

### Amft
- Amft, Diana (* 1975), deutsche Schauspielerin und Kinderbuchautorin
- Amft, Georg (1873–1937), deutscher Komponist und Musiklehrer